# Faetar
Le faetar (en faetar : [ˈfajdar]) est un dialecte du francoprovençal ou arpitan parlé dans les communes de Faeto et de Celle di San Vito, dans les Pouilles en Italie,. Ce dialecte possédait en 2009 environ 700 locuteurs et provient de l'émigration de populations venant de l'aire linguistique francoprovençale, en particulier du duché de Savoie, au XIVe siècle. 
Des minorités francoprovençalophones dont faetars sont également présentes dans des pays anglo-saxons comme le Canada et les États-Unis depuis certaines vagues d'émigrations du XIXe siècle.

## Comparaison
| Faetar    | Français  | Italien     |
| --------- | --------- | ----------- |
| bów       | bois      | legna       |
| cemmìse   | chemise   | camicia     |
| cjannù    | chez nous | casa nostra |
| figljètte | fillette  | bambina     |
| ma ttànte | ma tante  | mia zia     |
| mu nùnchj | mon oncle | mio zio     |
| nfan      | enfant    | bambini     |
| pa bbun   | pas bon   | non buono   |
| ra        | rat       | topo        |
| rén       | rien      | niente      |
| rescìn    | raisin    | uva         |
| scìj      | six       | sei         |
| sètte     | cette     | questa      |
| trése     | treize    | tredici     |
| vìtte     | huit      | otto        |
| wàje      | voix      | voce        |